# Novo Selo Garešničko
Novo Selo Garešničko es una localidad de Croacia en el municipio de Berek, condado de Bjelovar-Bilogora.

## Geografía
Se encuentra a una altitud de 154 m s. n. m. a 84 km de la capital nacional, Zagreb.

## Demografía
En el censo 2011, el total de población de la localidad fue de 47 habitantes.
| Gráfica de población de Novo Selo Garešničko 1857-2011              |
|                                                                     |
| Según los censos de población de la oficina estadística de Croacia. |